# James Dooley

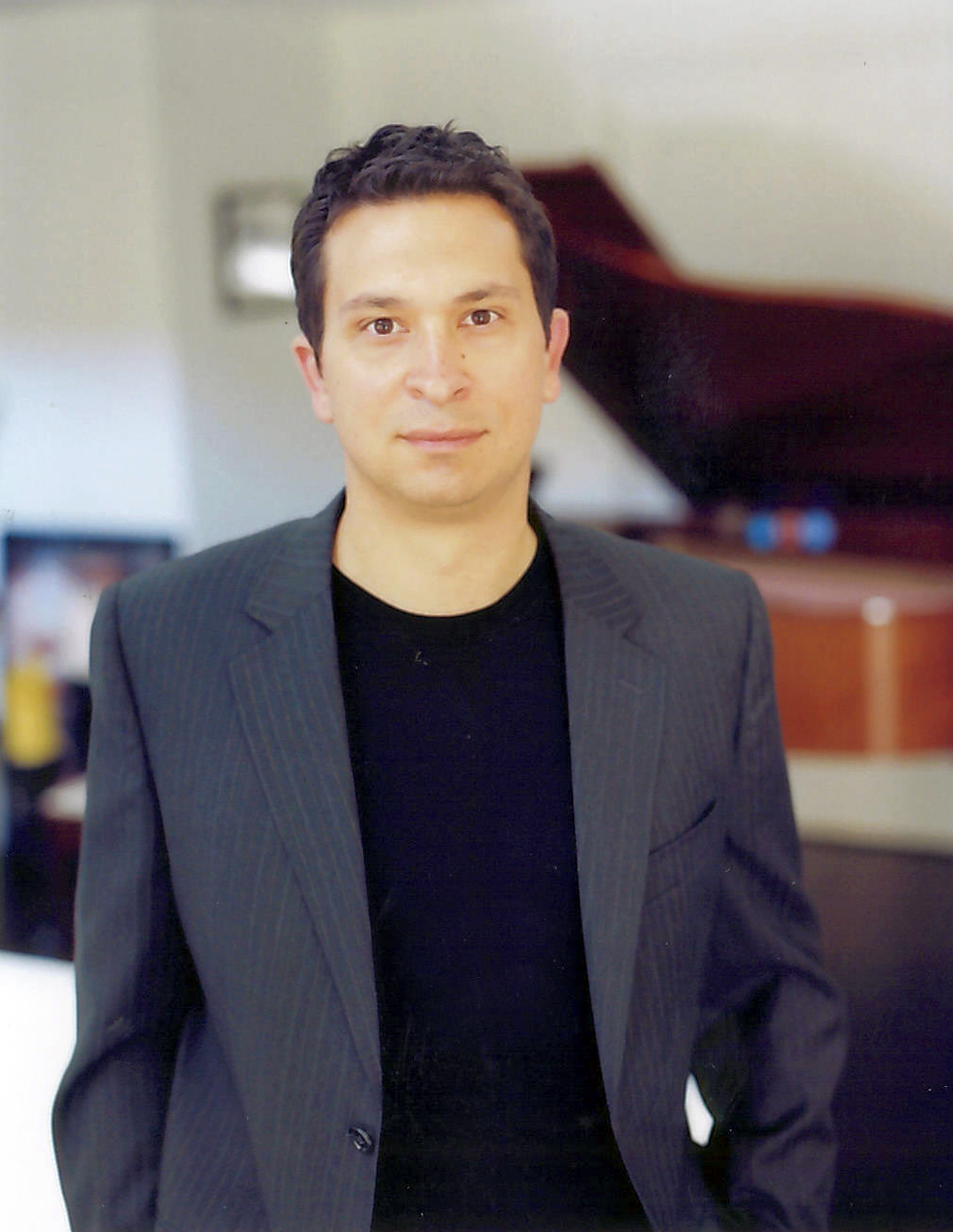
James Dooley

James Michael Dooley, häufig auch Jim Dooley, (* 22. August 1976 in New York City) ist ein US-amerikanischer Filmmusik-Komponist. Er arbeitet in Santa Monica in Hans Zimmers Filmmusikstudio Remote Control Productions. Im Jahr 1999 begann er für Hans Zimmer als technischer Assistent zu arbeiten. Er hat Musik für Filme wie z. B. The Time Machine, Spirit und The Da Vinci Code – Sakrileg komponiert, orchestriert oder arrangiert.

## Filmografie (Auswahl)
- 1999: The Good Man’s Sin (Kurzfilm)
- 2000: Bit Players (Kurzfilm)
- 2001: Area 52 (Fernsehfilm)
- 2001: Agua Dulce (Kurzfilm)
- 2002: Ascent: The Story of Hugh Herr (Fernsehfilm)
- 2002: Untitled: 003-Embryo (Kurzfilm)
- 2002: Papal Cab (Kurzfilm)
- 2003: Rebels of Oakland: The A’s, the Raiders, the ’70s (Fernsehfilm)
- 2003: Come Lovely (Kurzfilm)
- 2003: The Louisiana Purchase (Fernsehfilm)
- 2003: Smooth (Kurzfilm)
- 2003: Things Fall Apart (Kurzfilm)
- 2003–2004: Skin (Fernsehserie, 6 Episoden)
- 2004: Frenching (Kurzfilm)
- 2004: Life on Liberty Street (Fernsehfilm)
- 2004: The Hollywood Mom’s Mystery (Fernsehfilm)
- 2005: SOCOM 3: U.S. Navy SEALs (Videospiel)
- 2005: Die Madagascar-Pinguine in vorweihnachtlicher Mission (The Madagascar Penguins in a Christmas Caper, Kurzfilm)
- 2005: Ordinary Miracles (Fernsehfilm)
- 2005: Detective (Fernsehfilm)
- 2005: Dead to Rights II (Videospiel)
- 2005: Jane Doe: Now You See It, Now You Don’t (Fernsehfilm)
- 2005: The Mars Underground
- 2005: The Contender (Fernsehserie, 15 Episoden)
- 2006: What About Brian (Fernsehserie, 2 Episoden)
- 2006: Urmel aus dem Eis
- 2006: First Flight
- 2006: Unbekannter Anrufer (When a Stranger Calls)
- 2007: Der Kindergarten Daddy 2: Das Feriencamp (Daddy Day Camp)
- 2007: Electroland
- 2007: Die Simpsons – Das Spiel (The Simpsons Game, Videospiel)
- 2007–2009: Pushing Daisies (Fernsehserie, 22 Episoden)
- 2008: Bachelor Party 2 – Die große Sause (Bachelor Party 2: The Last Temptation)
- 2008: Urmel voll in Fahrt
- 2008: Arielle, die Meerjungfrau – Wie alles begann (The Little Mermaid: Ariel’s Beginning)
- 2009: Obsessed
- 2009: Infamous (Videospiel)
- 2009: Jak and Daxter: The Lost Frontier (Videospiel)
- 2010: Micky Epic (Videospiel)
- 2011: Infamous 2 (Videospiel)
- 2011: Franklin & Bash (Fernsehserie, 2 Episoden)
- 2011: Wilfred (Fernsehserie, 13 Episoden)
- 2012: Best Friends Forever (Fernsehserie, 6 Episoden)
- 2012: Farben der Liebe (The Forger)
- 2012: Buzkashi Boys
- 2012: Mockingbird Lane (Fernsehfilm)
- 2012: Emily Owens (Emily Owens, M.D., Fernsehserie, 3 Episoden)
- 2012: Micky Epic: Die Macht der 2 (Epic Mickey 2: The Power of Two, Videospiel)
- 2013: Barbie in the Pink Shoes
- 2014–2018: The Last Ship (Fernsehserie, 43 Episoden)
- 2016: Fifty Shades of Black
- 2017: Heartthrob
- 2017: A Midsummer’s Nightmare (Fernsehfilm)
- 2018–2019: Eine Reihe betrüblicher Ereignisse (A Series of Unfortunate Events, Fernsehserie, 18 Episoden)
- 2019: Kim Possible (Fernsehfilm)
- 2019: Secret Obsession